# Browning HP-DA
Le pistolet Browning HP-DA ou BDA pour les Belges et les Français, présenté en 1983, est une mise à jour du Browning Hi-Power (appelé Browning GP 35 en Belgique et dans les pays francophones). Fonctionnant en double action ou double action stricte (DAO), doté de systèmes de sûretés additionnelles, d'un pontet redessiné pour permettre le tir à deux mains et d'un chargeur contenant une cartouche supplémentaire, la production a été stoppée en 1987 puis reprise avec quelques nouvelles variations et des processus de production inédits en 1990. Une version compacte a également été produite.

## Appellations commerciales
Le Hi-Power double-action a commercialisé sous différents noms en fonction des marchés : Browning HP-DA pour les États-Unis, alors qu'en Europe il est appelé Browning BDA9 (version SA/DA) et Browning BDAO (version DAO). 

## Diffusion
Malgré des qualités certaines (finition, précision, fiabilité et robustesse), le seul marché officiel obtenu par le Browning BDA9 est celui des forces armées finlandaises sous le nom de 9.00 P-80. 

## Données chiffrés du Browning BDA version compacte
- calibre : 9 mm Parabellum
- poids non chargé : 0,710 kg
- Longueur : 173 mm
- Longueur du canon : 96 mm
- Capacité : 7 coups

## Le Browning BDA dans la culture populaire
Moins connus que le GP35, ce PA Browning arme pour les personnages joués par Sean Bean dans GoldenEye et par Sébastien Foucan dans Le Tournoi de la Mort au cinéma.